# Cmentarz

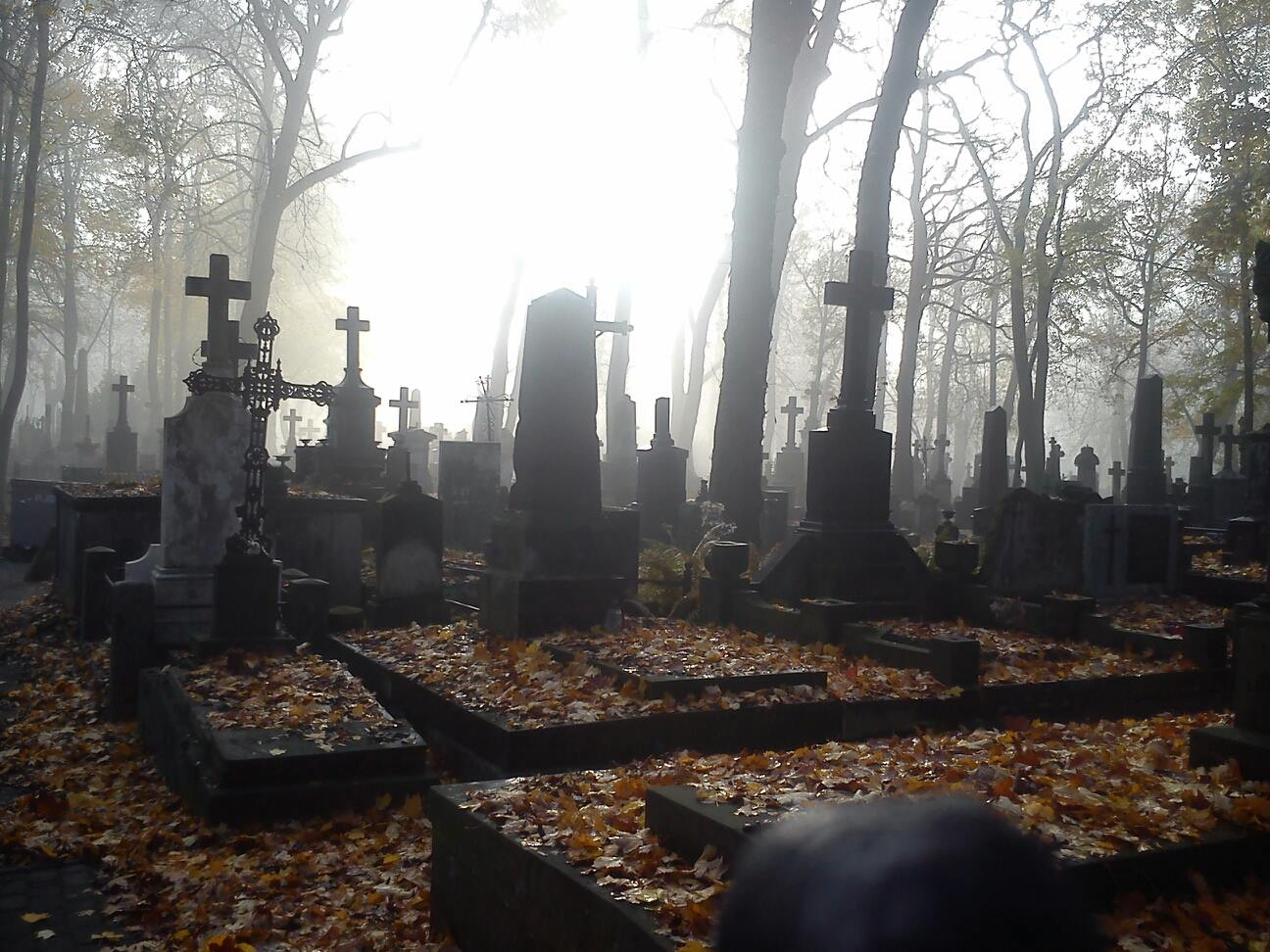
Rzymskokatolicki Cmentarz Powązkowski w Warszawie

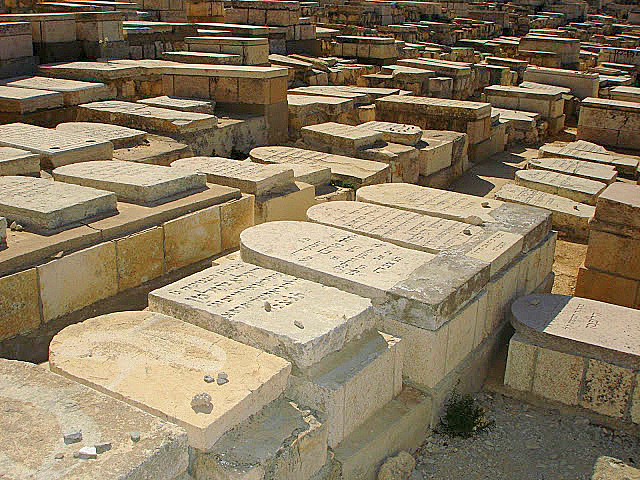
Jerozolima, cmentarz żydowski na zachodnim stoku Góry Oliwnej

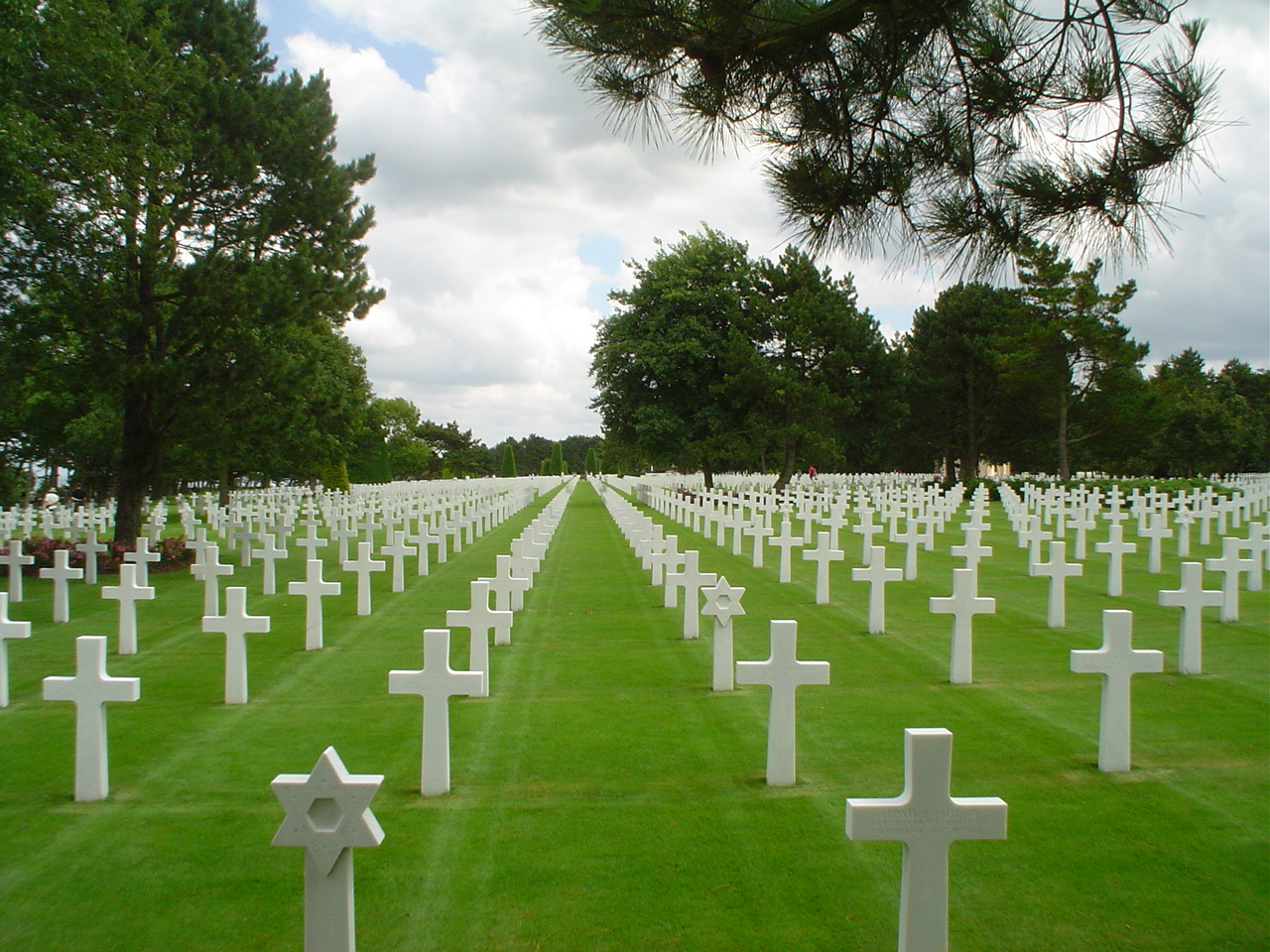
Amerykański cmentarz wojskowy w Normandii

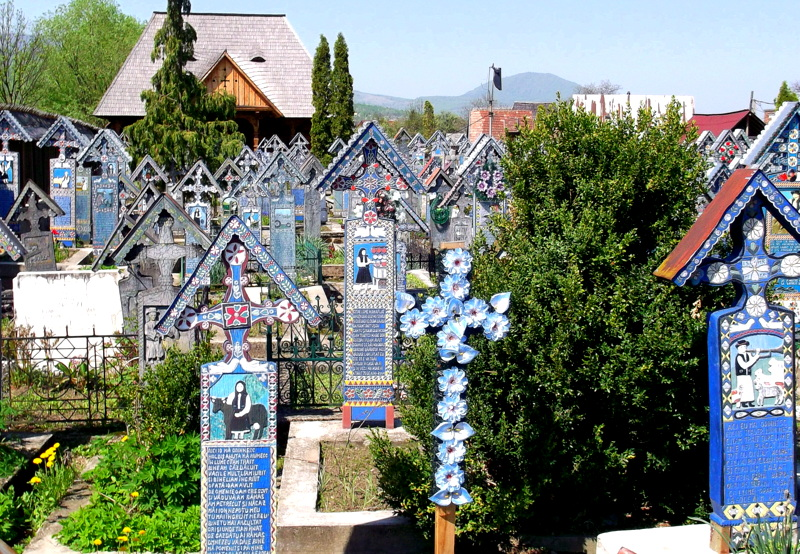
Wesoły Cmentarz w rumuńskiej miejscowości Săpânța

Cmentarz – instytucjonalnie ukształtowany wycinek przestrzeni o programowo założonym grzebalnym przeznaczeniu, zorganizowanym zaś wedle pewnych dyrektyw – reguł kulturowych, związanych także ze zrytualizowaniem form grzebania zmarłych, jak i z istnieniem pewnej tradycji sposobu utrwalania pamięci o nich.
Cmentarz w sensie prawno-administracyjnym jest wyraźnie wyodrębnionym, oznaczonym, zdeterminowanym terenem, przeznaczonym do grzebania zmarłych, a występujące na nich mogiły są w zwyczajowo przyjętej formie wizualnej. Na kształt i umiejscowienie cmentarza miały zawsze wpływ tradycja religijna, względy sanitarne, położenie geograficzne, skład lokalnej społeczności. Tradycyjnie obowiązek grzebania zmarłych spoczywa na barkach rodziny zmarłego, a jeśli zmarły rodziny nie ma, to na władzach lokalnych.

## Nazewnictwo
Nazwa pochodzi od łacińskiego słowa coemeterium, o tym właśnie znaczeniu, które z kolei jest zlatynizowaną formą greckiego „κοιμητήριον = miejsce spoczynku” od „κοιμοῦμαι = spać”.
Cmentarz żydowski nazywa się kirkut, zaś muzułmański mizar.
Nazwa cmentarz jest stosowana także w stosunku do współczesnych, cywilizowanych miejsc pochówku zwierząt – cmentarzy zwierząt (urzędową nazwą jest grzebowisko), bardziej popularnych w krajach anglosaskich niż w Polsce. Często przy tych cmentarzach istnieją też specjalne krematoria.

## Historia
Koncepcję cmentarza jako przestrzeni nienaruszalnej i świętej przejęło wczesne chrześcijaństwo z tradycji rzymskiej, dlatego pierwsze cmentarze chrześcijańskie wyodrębniły się z dawniejszych cmentarzy pogańskich. Kościół już w III wieku oddał je pod opiekę biskupów i księży, tworząc system cmentarnej administracji. Cmentarze były już wówczas miejscami świętymi i chronionymi specjalnymi immunitetami. Obejmowało je także prawo azylu. Od X wieku zaczyna się tendencja do lokalizowania cmentarzy w obrębie miast i w bliskości kościołów. Sobór rzymski z 1059 nadał im sankcję „pół świętych” rzucając klątwę na ludzi bezczeszczących je; zgodnie z ustaleniami tegoż soboru wokół budowanego kościoła należało pozostawić miejsce grzebalne o szerokości 60 kroków, a wokół kaplicy 30 kroków.
W XVIII wieku, najpierw we Francji, dekretem królewskim z dnia 10 marca 1776 roku, zakazano z przyczyn sanitarnych pochówków przykościelnych. Potem ta praktyka rozszerzyła się na całą Europę, również i na Polskę (chociaż można spotkać okazjonalne pochówki jeszcze z początku XIX wieku). Wspomnieniem po nich, przynajmniej w Polsce centralnej, był – obecnie już prawie nie spotykany – zwyczaj nazywania terenu wokół kościoła „cmentarzem”.

## Statystyka cmentarzy w Polsce
Według danych opublikowanych na stronie rządowej w ramach projektu „Cyfryzacja Miejsc Pamięci”, w listopadzie i grudniu 2020 roku przeprowadzono ankietę wśród wszystkich gmin w Polsce. Ankietę wypełniło 2 118 gmin, co pozwoliło na uzyskanie danych dotyczących co najmniej połowy istniejących cmentarzy, w tym większości cmentarzy czynnych. Wyniki ankiety wskazują, że w Polsce znajduje się 12 269 cmentarzy o łącznej powierzchni 16 077 hektarów. Najliczniejszą kategorię stanowią cmentarze wyznaniowe. Co najmniej 10% wszystkich cmentarzy zarządzanych jest przy wykorzystaniu systemów teleinformatycznych, przy czym ponad połowa z nich to cmentarze komunalne, a około 3% to cmentarze wyznaniowe. Nadal istnieją jednak dziesiątki dużych (wielohektarowych) cmentarzy, które pozostają nieucyfrowione. W większości przypadków gminy wykorzystują zakupione systemy lub usługi zewnętrzne do zarządzania cmentarzami. Planowane jest wdrożenie centralnego, ogólnopolskiego systemu, umożliwiającego integrację danych o grobach i pochówkach oraz dostęp do informacji za pośrednictwem jednej wyszukiwarki internetowej, obejmującej wszystkie miejsca pochówków w kraju.
Według wcześniejszych danych, w 2017 roku najwięcej cmentarzy znajdowało się w województwach warmińsko-mazurskim (1766), podkarpackim (1363) i wielkopolskim (1309), a najmniej w świętokrzyskim (432), lubuskim (567) i łódzkim (648). W woj. kujawsko-pomorskim było ich 1100.
Spośród stolic województw największą liczbą cmentarzy dysponuje Opole (55), następnie Warszawa (38) i Łódź (27). Największym cmentarzem w Polsce, o powierzchni 172,3 ha, jest Cmentarz Centralny w Szczecinie.